# Avicii: True Stories
Avicii: True Stories là một bộ phim tài liệu do Levan Tsikurishvili đạo diễn về DJ và nhà sản xuất thu âm Avicii, với sự xuất hiện đặc biệt của David Guetta, Wyclef Jean, Nile Rodgers, Tiësto và Chris Martin. Bộ phim được phát hành trên toàn thế giới vào ngày 26 tháng 10 năm 2017.

## Cốt truyện
Phim tài liệu theo sự nghiệp và cuộc sống cá nhân của DJ Avicii, bao gồm những thăng trầm của anh trong ngành và những nỗi lo về sức khỏe của mình. Bộ phim cũng có màn trình diễn kéo dài 30 phút từ lần diễn cuối của anh ở Ibiza, được tổ chức vào tháng 8 năm 2016.

## Diễn viên
- Tim Bergling
- David Guetta
- Wyclef Jean
- Nile Rodgers
- Chris Martin
- Tiësto

## Sản xuất
Với sự xuất hiện của các đồng nghiệp như Chris Martin, Nile Rodgers, David Guetta và Wyclef Jean, bộ phim khám phá bản chất và cường độ của sự nổi tiếng từ quan điểm của nghệ sĩ.
Tôi muốn làm một bộ phim chân thành về Tim chứ không chỉ về Avicii. Mọi người đều biết Avicii nhưng rất ít người biết đến Tim. Tôi nghĩ bộ phim tài liệu này thực sự thể hiện quan điểm đấu tranh và sức mạnh của cậu ta. Là một nghệ sĩ siêu sao trên toàn thế giới không phải là dễ dàng như ở trong Instagram— Đạo diễn Levan Tsikurishvili

## Phát hành
Avicii: True Stories được phát hành vào ngày 26 tháng 10 năm 2017 tại Litva, Hà Lan và Thụy Điển, vào ngày 9 tháng 11 năm 2017 tại Phần Lan, và ngày 20 tháng 11 năm 2017 tại Pháp. Phim tài liệu được phát hành trên Netflix vào ngày 31 tháng 3 năm 2018. Sau khi Tim qua đời vào ngày 20 tháng 4 năm 2018, Netflix đã loại bỏ phim tài liệu ở Vương quốc Anh.